# Пицек, Владимир Кондратьевич
Влади́мир Кондра́тьевич Пи́цек (2 июня 1915, Москва — 18 октября 2000, там же) — советский актёр театра и кино; заслуженный работник культуры РСФСР (1987). Участник Великой Отечественной войны.

## Биография
Родился в Москве 2 июня 1915 года.
Впервые вышел на сцену в детстве, в восемь лет он стал активно участвовать в постановках Юрия Завадского на сцене театра имени МОСПС (детские роли). Впоследствии учился в училище при этом театре, которое окончил в июле 1936 года с квалификацией актёр драматических театров. В том же году был призван на срочную службу в ряды РККА, служил в театре Белорусского военного округа в городе Смоленск. Демобилизовавшись в сентябре 1937 года, вернулся в стены своего театра имени МОСПС (в 1938 году театр был переименован в Театр имени Моссовета), в составе труппы театра участвовал в гастрольных поездках, в частности в 1937—1938 годах по Дальнему Востоку.
В начале Великой Отечественной войны театр уехал в эвакуацию, Пицек год работал художником в мастерской военнооборонного плаката, затем играл в 4-м молодёжно-фронтовом театре. С июня 1942 года служил в действующей армии на центральном фронте. Демобилизовался в октябре 1945 года в должности начальника клуба штаба фронта.
С 1945 года — артист Московского музыкально-драматического театра, Минского и Сталинградского театров музыкальной комедии. В сентябре 1950 года вернулся в Москву и на протяжении пяти лет руководил художественной самодеятельностью. В 1960—1982 годы — актёр Театра-студии киноактёра. Состоял также в штате киностудии «Мосфильм». Работал на дубляже.
Вёл общественную работу: входил в состав цехкома и редколлегии театра, группы общественного контроля киностудии. Был участником шефской и военно-шефской работы театра, за что в 1970 году был награждён значком «Отличник культурного шефства над Вооружёнными силами СССР».
Исполнитель эпизодических ролей. Первая роль — Попов в фильме «Полюшко-поле» 1956 года, всего снялся более чем в ста кинофильмах.
Был женат на Серафиме Ивановне Дубаневич. Брак был бездетным.
Скончался 18 октября 2000 года. Похоронен на 33 участке Перепечинского кладбища в Москве.

## Фильмография
- 1956 — Полюшко-поле — Попов
- 1956 — Карнавальная ночь — полотёр
- 1957 — Гуттаперчевый мальчик
- 1957 — Девушка без адреса — дворник
- 1958 — Ветер — комиссар в очках
- 1958 — Девушка с гитарой
- 1958 — Коммунист — начальник полустанка
- 1959 — Василий Суриков — могильщик-заика
- 1959 — Любой ценой — Фриц
- 1959 — Марья-искусница — пират
- 1959 — Неподдающиеся — официант
- 1959 — Солнце светит всем — старшина
- 1960 — Пять дней, пять ночей — солдат Галкин
- 1961 — Нахалёнок — поп
- 1961 — Самогонщики — строгий милиционер
- 1961 — Ночной пассажир — жандарм
- 1961 — В пути — пассажир поезда
- 1961 — Человек ниоткуда — парикмахер
- 1962 — Армагеддон — брат Арсений
- 1962 — Бей, барабан!
- 1962 — Деловые люди — машинист
- 1962 — Мой младший брат
- 1962 — Третий тайм - немецкий офицер
- 1962 — Ход конём — Сапунов
- 1962 — Без страха и упрёка— игрок на бегах
- 1962 — Как рождаются тосты — Сидоренко, заведующий складом
- 1963 — Пропало лето — маляр
- 1964 — До свидания, мальчики!
- 1964 — Зелёный огонёк
- 1964 — Отец солдата — регистратор госпиталя
- 1964 — Помни, Каспар…
- 1964 — Товарищ Арсений — чиновник, гость Лимонова
- 1964 — Сказка о потерянном времени — покупатель яблок с вешалкой
- 1965 — Знойный июль
- 1965 — Как вас теперь называть? — зубной врач
- 1965 — Лебедев против Лебедева
- 1966 — 26 бакинских комиссаров — Меер Велькович Басин
- 1966 — Айболит-66 — пират
- 1966 — Скверный анекдот — плюющийся гость
- 1966 — Чёрт с портфелем — покупатель картошки
- 1967 — Журналист — начальник отдела писем
- 1967 — Война под крышами — начальник полиции
- 1967 — Майор Вихрь — парикмахер
- 1967 — Пароль не нужен — филёр
- 1967 — Три дня Виктора Чернышёва — покупатель
- 1968 — Золотой телёнок — проводник
- 1968 — Ошибка резидента— пассажир поезда (у него Бекас украл чемодан)
- 1968 — Таинственный монах — адъютант
- 1968 — Угрюм-река — министерский сановник
- 1969 — Деревенский детектив — Сидор, пастух
- 1969 — Король манежа
- 1969 — Тренер — комендант спортшколы
- 1969 — Яблоки сорок первого года — парикмахер
- 1970 — А человек играет на трубе
- 1970 — Меж высоких хлебов — парикмахер
- 1970 — Море в огне — балаклавский рыбак
- 1970 — Опекун — сосед Самородова
- 1970 — Сохранившие огонь — начпрод
- 1970 — Узники Бомона
- 1970 — Когда расходится туман — Хлябин, зоотехник
- 1971 — Вчера, сегодня и всегда
- 1971 — Смертный враг — Петрович
- 1972 — Человек на своём месте — заведующий складом
- 1972 —  Пётр Рябинкин — Арсений
- 1972 — Моя жизнь — чиновник (нет в титрах)
- 1972 — Станционный смотритель — дьячок (нет в титрах)
- 1973 — И на Тихом океане... — Кубдя
- 1973 — Истоки — тюремный фотограф
- 1973 — Тихоня — Капацина
- 1974 — Ищу мою судьбу
- 1974 — Любовь земная — вызванный на бюро райкома
- 1974 — С весельем и отвагой — дядя Филипп
- 1974 — Совесть — приятель Кудрявцева, шахматист Роман Линьков
- 1975 — Ау-у! (киноальманах) — муж торговки
- 1975 — На ясный огонь — фотограф
- 1975 — Пошехонская старина (киноальманах) — гость Затрапезных (нет в титрах)
- 1975 — О чём не узнают трибуны — осведомлённый болельщик
- 1976 — Вдовы — муж Аллы
- 1976 — Два капитана
- 1976 — Повесть о неизвестном актёре — Курочкин, актёр провинциального театра
- 1977 — Долги наши
- 1977 — «Посейдон» спешит на помощь — заболевший боцман
- 1977 — Солдат и слон — старик-железнодорожник
- 1977 — Трясина — Бычков, водитель грузовика
- 1977 — Хождение по мукам
- 1978 — Красавец-мужчина — Акимыч
- 1978 — «Ералаш» (выпуск № 17, сюжет «Авария»)[4] — Сан Саныч, учитель математики
- 1980 — Белый снег России — Франциско Люпи
- 1980 — Дым отечества — Некраско Орефьев
- 1980 — Клоун — Панаргин
- 1980 — Ларец Марии Медичи — председатель дачного кооператива
- 1980 — Мелодия на два голоса
- 1980 — Двадцать шесть дней из жизни Достоевского — эпизод
- 1981 — Корпус генерала Шубникова — Илья Кузьмич
- 1981 — Куда он денется!
- 1981 — Фронт в тылу врага
- 1981 — Чёрный треугольник
- 1982 — Крепыш
- 1982 — Человек, который закрыл город — эпизод
- 1982 — Никколо Паганини — Венцель
- 1982 — Покровские ворота — Леонтий, армейский друг Саввы
- 1982 — Чародеи — член учёного совета
- 1983 — Витя Глушаков — друг апачей — дед в очереди
- 1983 — Мы из джаза — швейцар
- 1983 — Петля — почтовый служащий
- 1983 — Приступить к ликвидации — официант
- 1983 — Тайна виллы «Грета» — эпизод
- 1983 — Трое на шоссе — эпизод
- 1984 — Инопланетянка — физкультурник на балконе
- 1984 — Приходи свободным — проводник поезда
- 1984 — Человек-невидимка — часовщик
- 1987 — Загадочный наследник — член худсовета
- 1988 — Приморский бульвар — Осип Иванович Паниковский
- 1990 — По прозвищу «Зверь» — гардеробщик

### Киножурнал «Фитиль»[5]
- 1963 — Выпуск № 16 (новелла «Дорогое время») — Марк Павлович
- 1965 — Выпуск № 36 (новелла «Кормилец») — мужчина в очереди
- 1966 — Выпуск № 53 (новелла «До указа») — прохожий
- 1967 — Выпуск № 62 (новелла «Характеристика») — начальник
- 1971 — Выпуск № 111 (новелла «Пёсик с прицепом») — пьяница
- 1972 — Выпуск № 119 (новелла «Самый храбрый») — мужчина в очереди
- 1976 — Выпуск № 168 (новелла «Несовместимость») — участник собрания